# パティオさくら
パティオさくらは、富山県富山市の富山駅南口左正面に立地する、ホテル、マンション、専門学校の3棟で構成されるビルである。

## 概要
富山市桜町一丁目4番地区第一種市街地再開発事業により、シネマ食堂街跡地の3,350.85 m2の三角地に、各辺に沿う形で3棟（延床面積23,000 m2）を建設することとなり、2017年4月に富山大原簿記公務員専門学校が先行して授業を開始し、コンビニエンスストア（ファミリーマート富山駅前店）と理容店（水原理容店）が営業を開始した、2018年4月27日に飲食を中心としたホテルと店舗が営業を開始し、グランドオープンした。ホテル棟とマンション棟が地上18階で高さが約60 m、専門学校棟は地上6階建てで、3棟に囲まれた中央スペースは屋根付き広場となり、イベント等に使用が可能であるほか、広場を通って各棟を行き来出来る。外壁アートは、南砺市出身の漫画家・森みちこが描いている。
名称の「パティオ」は、スペイン語で中庭を意味する。中央の広場が中庭をイメージすることや、住所（桜町）に因んで「パティオさくら」に決定された。

## 建物諸データ
個別に出典が提示されていないものの出典→
- 建築主 - 桜町一丁目4番地区市街地再開発組合
- 設計 - RIA・押田共同企業体
- 施工 - 前田建設工業・タカノ建設・寺崎工業共同企業体
- 用途 - 共同住宅（75戸）、各種学校、ホテル（313室）、飲食店、物販店舗、駐車場
- 敷地面積 - 3,350.85 m2
- 建築面積 - 2,593.97 m2
- 延床面積 - 23,131.42 m2
- 構造 - 鉄筋コンクリート造、一部鉄骨造
- 基礎工法 - 杭基礎（現場造成杭／アースドリル工法）
- 階数 - 地上18階、地下0階（ホテル棟およびマンション棟）、地上6階、地下0階（専門学校棟）[2]
- 高さ - 60.00 m（軒高59.35 m）
- 着工 - 2015年10月（起工式：2016年3月）
- 竣工 - 2018年4月（竣工式：2018年4月24日）

## 各棟概要
ホテル棟
- 東横INN富山駅新幹線口2（客室数313室）

マンション棟
- レーベン富山桜町（売主はタカラレーベン、総戸数75戸、2018年6月に入居開始）

専門学校棟
- 富山大原簿記公務員専門学校

この他、コンビニや飲食店など十数軒がテナントとして入居している。